# Teologija tijela
Pojam Teologija tijela uveo je u upotrebu papa Ivan Pavao II. razlažući, uvelike nasuprot tradicionalnom shvaćanju po kojem je tijelo (nasuprot duhu) osuđeno kao izvor grijeha, svoju integralnu viziju ljudske osobe kao istovremeno tjelesne, duševne i duhovne. Fizičko ljudsko tijelo ima posebno značenje i sudjeluje u razvijanju odgovora na temeljna pitanja naših života. 
Taj je svoj pristup Ivan Pavao II. razvio u svojih 129 izlaganja srijedom, između 1979. i 1984. On ponovo razmatra Sveto pismo i učenje o tome što je čovjek bio u početku (prije prvotnog grijeha), što je danas i što će biti u budućem svijetu. Time je on, po mišljenju urednika mrežnog sjedišta posvećenog teologiji tijela, poslao »revolucionarnu poruku nade, koja može promijeniti živote, koja je oblikovana tako da se suprotstavi društvenim trendovima koji tijelo često pormatraju kao objekt užitka ili kao stroj kojim se manipulira. Ivan Pavao II. kroz svoju Teologiju tijela kao i kroz ranije radove kao Ljubav i odgovornost promiče seks kao integralan dio bračnog života.
Današnji Katehizam Katoličke crkve, kojeg je isti papa proglasio 1992., govori o tijelu i tjelesnosti u člancima 2289–2298, a o spolnosti u člancima 2331–2386 (objašnjenje šeste zapovijedi, "ne učini preljuba"). Tjelesno zdravlje je »dragocjeni Božji dar« (2288), ali kršćansko se ćudoređe »protivi novopoganskom shvaćanju, koje promiče kult tijela kome bi trebalo sve žrtvovati, uzdižući tjelesno savršenstvo i sportski uspjeh kao neka božanstva.« (članak 2289)
Pri stvaranju ovog djela na papu Ivana Pavla II. uvelik je utjecala knjiga njemačkog filozofa, duhovnog pisca i križara antinacizma Dietricha von Hildebranda Brak: otajstvo vjerne ljubavi.
Najpoznatiji popularizator teologije tijela je američki publicist i teolog Christopher West.
U Hrvatskoj, načela Teologije tijela promovira udruga Teen Star, koja zastupa na toj ideji zasnovan program spolnog odgoja u osnovnim i srednjim školama.

## Unutrašnje poveznice
- Spolnost i kršćanstvo
- Seksologija
- Spolni odgoj
- Spolni moral

## Vanjske poveznice
- Teen STAR
- Theology of the Body  Arhivirana inačica izvorne stranice od 11. travnja 2006. (Wayback Machine)
- Katekizam katoličke crkve